# Alimentació pel sòl

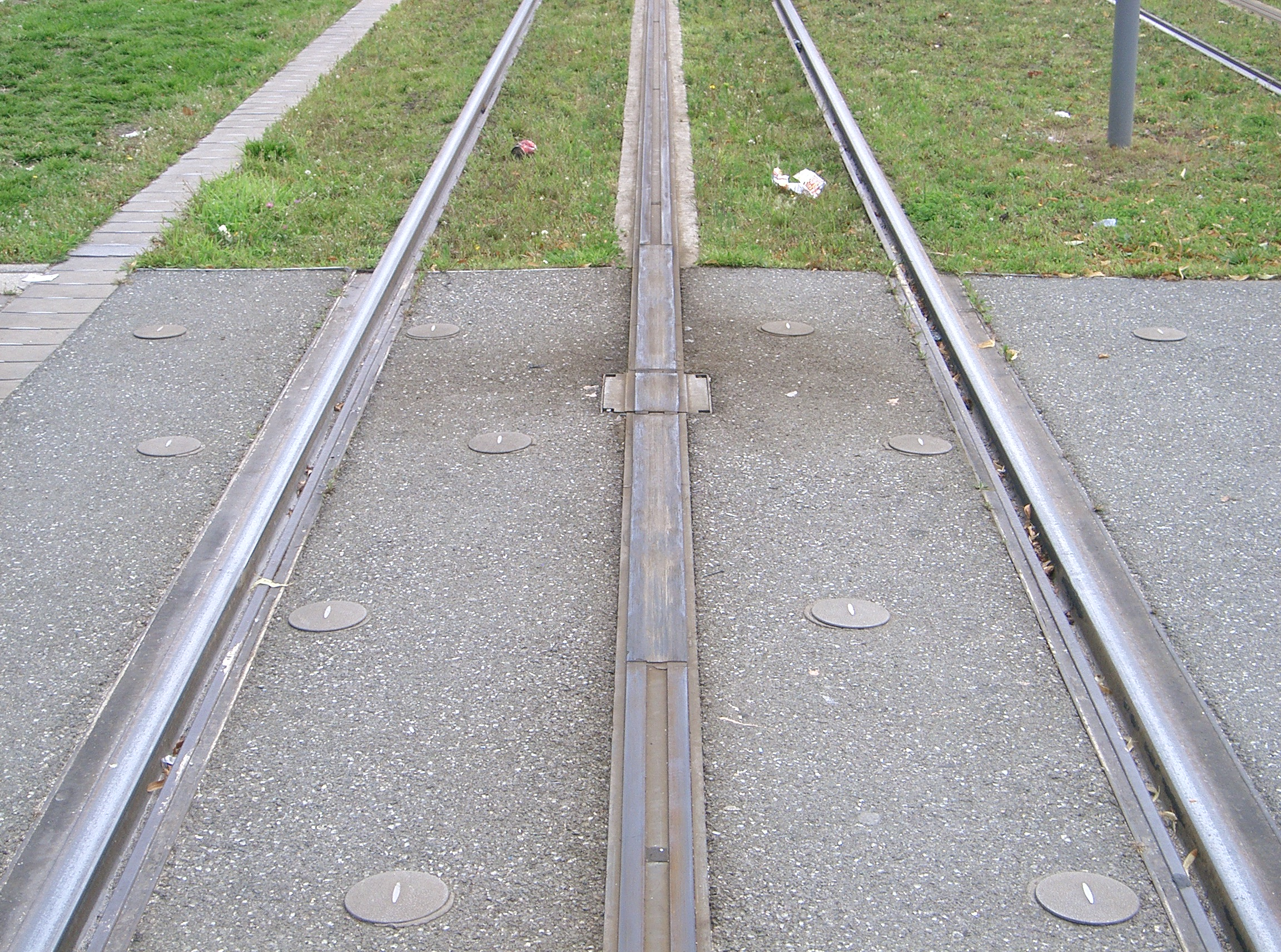
Rail central del sistema APS

El sistema APS (Alimentation Par le Sol, alimentació pel sòl) és un sistema d'alimentació d'electricitat per a tramvies que evita l'estesa de fil aeri. Desenvolupat per Innorail (filial de Alstom), ara com ara el sistema s'utilitza en diversos trams del tramvia de Bordeus, pel qual va ser desenvolupat, però és també apte per a altres línies.
El sistema consisteix en l'ús d'un tercer rail situat entre els dos rails principals i en la utilització de patins de contacte elèctric en els cotxes. El tercer rail està segmentat en trams curts que s'alimenten independentment, de manera que només disposen de corrent elèctric els trams situats sota el tramvia, per evitar qualsevol risc d'electrocució dels vianants.

## Sistemes a principis del segle XX
Des de finals del segle xix els enginyers es van interessar per l'alimentació de tramvies directament pel sòl. Ja en aquesta època, els ajuntaments eren reticents a la utilització d'esteses aèries en barris històrics. La primera experiència es va desenvolupar a Lió en 1894 (en la línia Pont Lafayette - Parc de la Tête d'Or) amb balises de càrrega elèctrica situades en l'eix de la via. En 1896 s'equipa la línia París - Romainville.
Aquest sistema, que permetia prescindir de l'estesa aèria o del transport de bateries a bord dels vehicles, tenia els seus límits. De fet, per raons de seguretat evidents, les balises no havien d'entrar en tensió més que durant el pas dels tramvies. Això requeria solucions tècniques difícils que, en aquella època, era gairebé impossible aconseguir.
En aquells dies es van utilitzar diferents sistemes de contacte superficial per balises elèctriques, com per exemple els sistemes Claret-Vuilleumier, Vedovelli, Diatto i Dolter. Tots els sistemes tenien els mateixos problemes recurrents: la impossibilitat d'obtenir l'entrada en tensió al pas del tramvia i sobretot el tall de l'alimentació després del pas del tramvia. Aquests sistemes van acabar sent un gran risc per a vianants i cavalleries.
Aquests sistemes van desaparèixer de França en 1910 i van ser reemplaçats per instal·lacions amb riells enterrats en els quals el vehicle prenia el corrent gràcies a una perxa introduïda en una ranura en el fons de la qual hi havia dos petits rails d'alimentació.

## Tecnologia Innorail
El primer lloc on el sistema ha estat utilitzat comercialment és el tramvia de Bordeus: la ciutat ha pogut així conservar el seu centre històric sense enlletgir el paisatge urbà, prescindint de l'estesa elèctrica aèria. A canvi el cost del sistema APS és bastant superior a l'alimentació aèria clàssica.
L'APS és un sistema d'alimentació elèctrica per un tercer rail la cara superior del qual està enrasada amb la calçada i que està centrat entre els altres dos. El rail està format per segments conductors d'una longitud de 8 metres, separats per trams aïllats de 3 metres. Un segment del rail està sota tensió, amb corrent continu de fase (750 V) solament quan el tramvia ho cobreix completament: l'alimentació de corrent està controlada per caixes enterrades cada 22 metres. Conforme avança, el tramvia activa automàticament l'alimentació elèctrica del tercer rail, enviant un senyal a les caixes de control per mitjà d'una antena inductiva. El cotxe pren el corrent per mitjà de dos patins situats sota els mòduls intermedis de la composició i separats més de tres metres, de manera que sempre hi ha almenys un patí en contacte amb el rail conductor. En els canvis de via l'alimentació s'interromp per evitar els curtcircuits entre els patins (amb potencial de fase) i els rails (amb potencial neutre). Un disjuntor de posada a terra (interruptor diferencial) assegura la seguretat de les persones si, per fallada, un segment de rail segueix alimentat sense estar cobert per un tramvia. La caixa d'alimentació d'un segment pot desactivar-se en cas d'anomalia. D'altra banda, els disjuntors disposats en cada sortida de subestació pot tallar l'alimentació de seccions en cas de fallada. Si algun o diversos trams es troben fora de servei, els tramvies poden recórrer 150 metres a 3 km/h gràcies a l'energia acumulada en unes bateries auxiliars.

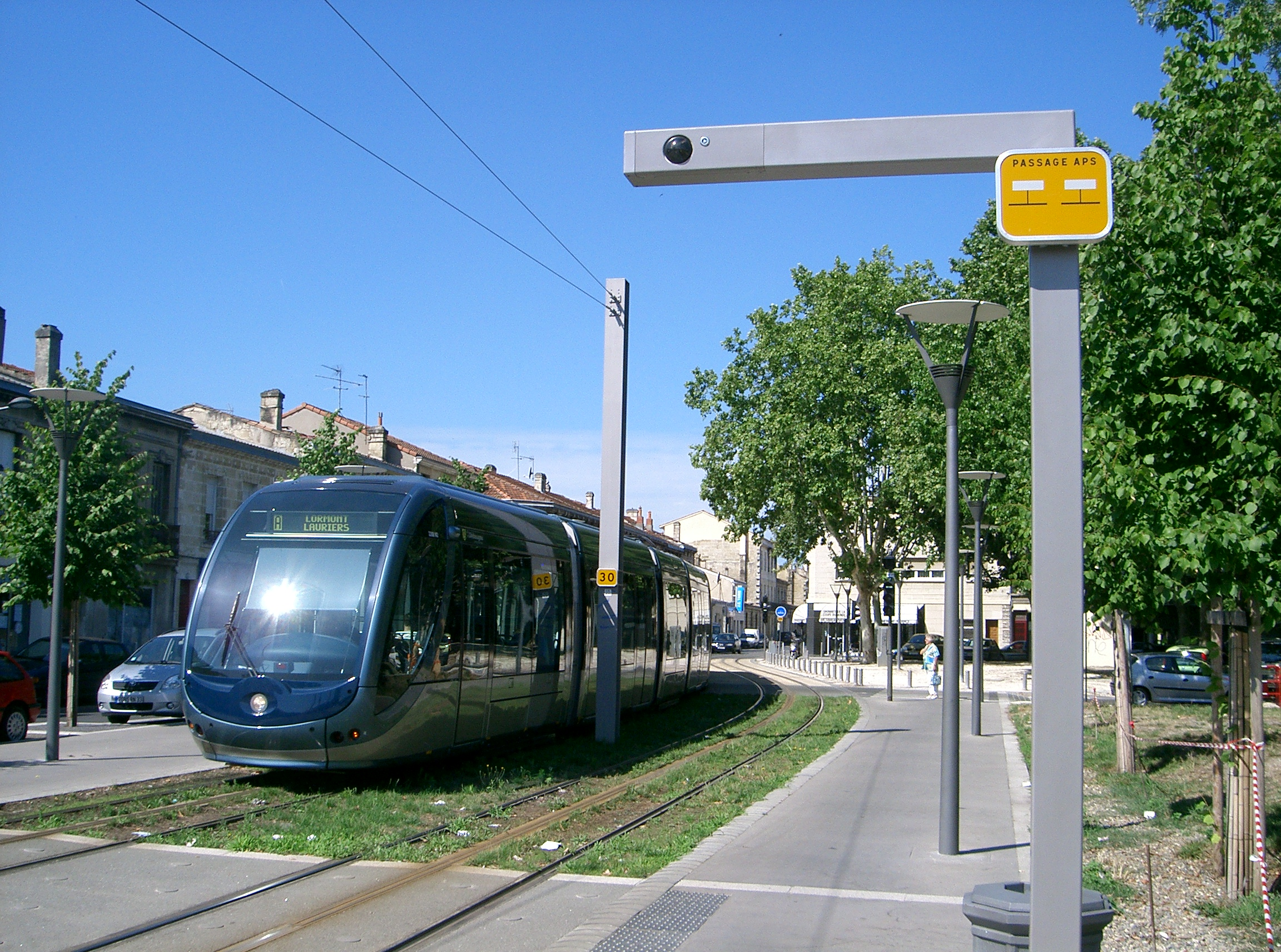
Canvio entre alimentació per fil aeri i APS (Bordeus)

Per culpa dels terminis de finalització, massa curts, la posada a punt del sistema va ser especialment llarga; les relacions entre la Comunitat Urbana de Bordeus i Alstom van arribar a ser bastant tibants a causa d'un percentatge molt alt de fallades de l'APS en els primers temps de funcionament de les línies. Actualment el sistema ha passat la fase experimental i es troba en explotació normal. Durant els primers mesos de 2004 es van instal·lar fins a 7 versions del sistema APS. Les causes d'avaria que provocaven parades freqüents del sistema van ser nombroses: 
- Cops en els patins (que es trencaven per tenir peces massa fràgils)
- Curtcircuits creats per objectes metàl·lics sobre la via
- Inundació de les caixes de control
- Errors de manipulació dels maquinistes (com oblidar aixecar el patí en zones no equipades d'APS)
- Absència de contacte elèctric després de baixar els patins si hi ha brutícia sobre la via
- Saturació dels controls de potència de les caixes de control que provocaven curtcircuits recurrents (els 2 patins d'una composició que circula a 50 km/h triguen a recórrer la longitud d'un segment entorn d'1 segon)
- Pèrdua del senyal inductiu en corba

Entre altres causes.
Les millores que Innorail va haver d'aplicar van ser:
- Millora de l'aïllament elèctric de les barres de coure
- Canvio del material utilitzat pels patins, per augmentar la seva vida útil i disminuir el cost de manteniment
- Recobriment de les plaques electròniques per una resina de diversos mil·límetres de gruix
- Afinament del senyal que anuncia l'arribada del tramvia
- Instal·lació de condensadors per la tallar més ràpidament l'arc elèctric format per l'obertura dels contactes
- Millores en les caixes de control
- Instal·lació d'un sistema d'evacuació d'aigua
- Instal·lació d'escombretes per retirar els elements que hagin pogut caure a la via i evitar que copegin els patins

Com al principi no s'aconseguia acabar amb les avaries, que van ser molt freqüents fins a finals de 2005, es va pensar a abandonar el sistema APS. No obstant això, la instal·lació de fil aeri de contacte hagués tingut un cost i hagués interromput la circulació de tramvies durant alguns mesos. La Comunitat Urbana de Bordeus, administració que organitza el transport, va enviar un ultimàtum al constructor Innorail perquè reduís la taxa d'avaries a un 1% a la fi de l'any 2005.
Des de llavors s'han realitzat progressos considerables en matèria de fiabilitat. La taxa de disponibilitat del material va sobrepassar les normes fixades per la Comunitat Urbana de Bordeus amb més del 99% (prop de 100% per a la línia C o l'extensió de la línia A després de la seva posada en servei al setembre de 2005). Encara està previst retirar alguns trams de la capçalera nord on el sistema no es justifica.
El sistema APS va tenir diversos encàrrecs en 2006 per part dels tramvies de Reims, Orleans i Angers. Alstom és actualment l'únic fabricant que ofereix el sistema. El juny de 2008 Dubai i en 2009 Brasília van encarregar tramvies amb APS.